# Radio Kampus
A Radio Kampus  (teljes lengyel neve: Akademickie radio Kampus) Lengyelország legnagyobb egyetemén, a Varsói Egyetemen (lengyelül: Uniwersytet Warszawski) működő rádióadó; Varsóban az első és egyetlen földi sugárzású műsorszóró rádióállomás, amelyet egyetemi hallgatók üzemeltetnek. Főként alternatív zenéket játszik.

## Története
„Jesteśmy, nadajemy, od dziś 97,1 FM to Radio Kampus” (magyarul „Itt vagyunk. Adunk. Mától  97,1 FM-en ez a Radio Kampus”). Robert Gajewski ezen szavaival kezdte meg adását 2005. június 1-jén az adó, és azóta teljes 24 órás műsort sugároz az FM 97,1 MHz-es frekvencián Varsó 30 km-es körzetében. Az élő adás világszerte elérhető az interneten is. Minden nap körülbelül 18 000 hallgató kapcsolja be ezt a lengyel nyelvű csatornát Mazóviában. A főszerkesztői posztot az indulás óta Kostka Iwona Kwiatkowska tölti be. 2006 óta reklámokat is sugároznak.
A Radió Kampus tagja a lengyel egyetemi rádióadók (lengyelül: Polskie Rozgłośnie Akademickie, PRA) hálózatának, amely jelenleg kilenc műsorszóró rádióadót tömörít országszerte. Ezen kívül a lengyel fővárosban a Radio Aktywne révén még egy internetes rádióadó működik, a Varsói Műszaki Egyetemen (lengyelül: Politechnika Warszawska), amely azonban nem tagja a hálózatnak.
A szerkesztőség főként egyetemi hallgatókból áll; ők alkotják az adó meghatározó szerkesztőnek többségét. A rádió ezen a módon oktatási küldetését is megvalósítja, és lehetővé teszi az újságírók és rádiósok gyakorlati képzését. A hallgatók munkája az önkéntesség elvén alapszik, nem kapnak érte semmilyen juttatást. Az állami vagy magánrádiók tapasztalt újságíróinak felügyelete alatt a diákok maguk felelnek az adó működéséért, a műsorkínálatért, az oktatásért és továbbképzésért, valamint a jelentkezők felvételéért.

## Műsor

### Zene
A rádió zenei profilját Wojtek "Froy" Rodek zenei újságíró alakította ki, aki korábban a Radio Bogoria  és a RadioJAZZ.FM  adóknál dolgozott. A zenei kínálatban új zenék találhatók, főleg a 2000-től napjainkig terjedő évekből. Bőséges lehetőséget biztosítanak fiatal lengyel művészeknek, a médiajelenlét lehetőségével sikerhez segítve őket. Az adó szándékosan nem koncentrál egy adott műfajra, hanem azokat a hallgatókat célozza meg, akik nyitottak a legkülönbözőbb zenei stílusokra, amelyeket a szerkesztők illetve a szerzők által összeállított zenei adások tartalmaznak. A Radio Kampus legsikeresebb adása, az Alternator nevű interaktív zenei műsor hétfőtől péntekig 17-19 óráig fogható, és a közönséggel együtt alakítják ki, akik telefonon, SMS-ben vagy MMS-ben szavazhatnak kiválasztott számokra. Minden hétfőn, szerdán és pénteken 19.10-20.00 óráig a Magazyn Muzyczne zenei magazinban zenei újdonságokat, új lemezeket, valamint művészekkel készített riportokat mutatnak be. A műsor szerkesztői Wojtek "Froy" Rodek és Kasia Rodek. Hétfőtől péntekig 21 órai kezdettel különböző szerkesztők által összeállított zenei programok futnak. Minden nap egy más jellegű - a metaltól a rockzenén, brit popon, etnón, countryn, blueson és hiphopon át az elektronikus zenéig. Minden év októberében nagy jubileumi koncerteket szerveznek, melyeken a lengyel alternatív zenei élet sztárjai lépnek fel (pl. Afro Kolektyw, Coma, Hurt, Jamal, Łona, O.S.T.R., Vavamuffin). A koncertekkel az új egyetemi hallgatókat is köszöntik Varsóban. 

### Hírek
7.30 és 18.30 között (hétvégén 8.30-17.30 óra között) a Radio Kampus óránként híreket sugároz. A szerkesztők az egyetemi információk mellett a lengyel főváros életéről szóló hírekre koncentrálnak. Hétfőtől péntekig 13.30-kor egy külön diákoknak szóló összeállítással is jelentkeznek.

### Kultúra
A Radio Kampus egyik fontos feladata a varsói és lengyelországi független és alternatív kulturális színtér támogatása. Minden héten több mint 25 különféle kulturális műsort sugároznak. A műsorok lehetőséget biztosítanak fiatal művészeknek műveik bemutatására. Ennek érdekében kreatív embereket hívnak meg a stúdióba, akik bemutatják munkájukat a műsor keretei között. Az információkat a közönségre való tekintettel válogatják össze, melyet többnyire fiatal, intelligens és a független kultúra iránt érdeklődő hallgatók alkotnak. A szerkesztőség tájékoztat a különféle szervezetek, egyesületek és szövetségek tevékenységéről, és együttműködik velük. A Zwiastunów kulturalnych (magyarul Kulturális nyitójelenet) című műsor a film, a színház és a könyvek könyvek világáról szól; naponta háromszor rövid információkkal szolgál koncertekről, fesztiválokról, független színházakról, képregényekről és fiatal írókról. Ezen kívül vannak szerkesztőségi műsorok, mint a Mikser kulturalny (magyarul Kulturális mixer), amely kulturális eseményeket mutat be, a Więcej kultury (magyarul Több kultúra), a jeszcze Więcej Kultury (magyarul Még több kultúra), a Kronika wypadków Filmowych (magyarul Filmes események krónikája), a könyves témájú wolny dostęp  (magyarul Belépés ingyenes) és a színházi témájú Za kulisami (magyarul A színfalak mögött). A kulturális szerkesztőség vezetője Kasia Rodek.

### Diákélet
Hétfőtől péntekig 10 órakor a két órás Studenteria című műsor hallható, amely a varsói diákélettel kapcsolatos kérdésekkel foglalkozik. Az egyetemi szerkesztőség megpróbál küzdeni az ellen a Lengyelországban uralkodó sztereotípia ellen, mely szerint a diákok csak tanulnak. Az adó a diákokat érintő témák mellett társadalmi szinten releváns problémákkal is foglalkozik. Bőséges teret szentel a karriertervezésnek. Oktatási intézményeket és magát az egyetemet is bemutatja. Az egyetemi szerkesztőséget is Kasia Rodek vezeti.

### Publicisztikai szerkesztőség
Az úgynevezett publicisztikai szerkesztőség (lengyelül: redakcja publicystyki) sokféle témával foglalkozik, és ők állítják össze a reggeli és a délutáni műsorokat. A szerkesztőség riportjai mellett hallgatói ügyekkel is foglalkozik, melyekről a pénteken 16.40 órakor kezdődő Erka című magazinban esik szó. A rádió további műsorai az utazási és gasztronómiai témájú Wojaże Kucharz z  (magyarul Messzi utazások a szakáccsal), a Niepowaga publiczna című közéleti műsor, valamint a Kierunek Psychológia  (magyarul Irány a pszichológia) című pszichológiai adás. A szerkesztőség élén Magda Zelazowska áll.

### Sport
A napi sporthíreket hétfőtől péntekig a 8.30-as és 19.50-es hírek után sugározzák. Hétvégén 8.30-kor és 17.30-kor foglalják össze a nap legfontosabb sporteseményeit. A Warszawski Fan  (magyarul Varsói szurkoló) című, vasárnap 15 órakor kezdődő műsort is sporttémáknak szentelik. A műsor készítői főként a lengyel főváros eseményeire fókuszálnak, de az ország és a világ fontosabb sporteseményeire is kitérnek. A rádió tudósítói jelen vannak a KP Legia Warszawa, a KSP Polonia Warszawa és a Znicz Pruszków labdarúgó-mérkőzésein, kosárlabdában a KSP Polonia Warszawa , röplabdában pedig az AZS Politechnika Warszawsk és az UW AZS Warszawa meccseiről tudósítanak. Tájékoztatást nyújtanak az amerikai foci és a rögbi lengyel bajnokságának eredményeiről is. További események, melyekről beszámolnak: a mazóviai maraton (MTB Mazovia Maraton) , a varsói kézilabda meccsek, a varsói Mmraton (Maraton Warszawski) , valamint a Tour de Pologne (lengyelül Wyścig Dookoła Polski)  közúti kerékpárverseny. Az Extrema című, csütörtökön 19 órakor kezdődő adásban három szerkesztő számol be az extrém sport eseményekről. A műsor vendégei ismert lengyel sportolók, mint például Zofia Klepacka (szörf), Mateusz Kusznierewicz (vitorlázás), Mateusz Ligocki (snowboard), Maciej Jodko (MTB, snowboard) és Jagna Marczułajtis (snowboard).

### Tudomány és oktatás
A tudományos és oktatási szerkesztőség (lengyelül: redakcja nauki i edukacji)  tudományos ismeretterjesztő magazinokat készít, mint példáulaz Odkrywcy PL  (magyarul Lengyel felfedező), amelyet az ország összes műsorszóró rádióadója átvesz.

## Fordítás
- Ez a szócikk részben vagy egészben  a   Radio Kampus című német Wikipédia-szócikk ezen változatának fordításán alapul.  Az eredeti cikk szerkesztőit annak laptörténete sorolja fel. Ez a jelzés csupán a megfogalmazás eredetét és a szerzői jogokat jelzi, nem szolgál a cikkben szereplő információk forrásmegjelöléseként.